# Пирхияху, Эфраим Нахум
Эфраим Нахум Пирхияху (1885, Калинковичи, Минская губерния — 1959, Израиль) — израильский педагог, деятель в области еврейского образования.

## Биография
Родился в семье раввина Авраама Иешуа Проковника и Рохл-Леи Минович. Получил традиционное еврейское религиозное образование в хедере и иешиве. В 1903—1914 преподавал Талмуд в Каунасе. Активный деятель сионистского движения города. В 1916 преподаватель местной иешивы. В том же году поступил на историко-филологический факультет Харьковского университета. Одновременно во время учёбы преподавал в гимназии «Тарбут» во главе с доктором Ш.-Й. Чарна.

Публиковал статьи для «Хацефира». Принимал участие в работе 7-го сионистского конгресса.

С 1933 в Эрец-Исраэль. Был учителем в средней школе «Ахад Хаам» в Петах-Тикве, затем в гимназии «Херцлия».

Был одним из основателей «Онег Шабат» в Тель-Авиве.